# Unter Null
Unter Null est un groupe (ou one woman band) américain d'électro-industriel, originaire de Seattle, dans l'État de Washnington. Elle se délocalise plus tard à Portland, dans l'Oregon.

## Histoire
Le projet est formé en 1998 par l'artiste Erica Dunham à Seattle aux États-Unis,. Il tire son nom d'un roman de Bret Easton Ellis.
En 2005, elle signe avec le label Alfa Matrix. Depuis, elle sort un certain nombre d'EP et d'albums, remixé plusieurs artistes et participé à des compilations. Son album The Failure Epiphany  se classe à la 4e place du German Alternative Charts (DAC) et à la 43e place du DAC Top Albums of 2006. La même année, l'EP Sacrament se classe à la 6e place du DAC Singles.

## Discographie
- 2003 : Neocide (avec Navicon Torture Technologies, Annihilvs)
- 2005 : Sick Fuck (EP) (Alfa-Matrix)
- 2005 : The Failure Epiphany (version CD et double CD, sur le label Alfa-Matrix)
- 2006 : Absolution (Limited Edition EP)
- 2006 : Sacrament (Limited Edition EP)
- 2010 : Moving On (Alfa-Matrix)